# 柔石鮰
柔石鮰為輻鰭魚綱鯰形目北美鯰科的其中一種，分布於北美洲美國中部的淡水流域，體長可達8.7公分，棲息在礫石底質的溪流。

## 擴展閱讀
維基物種上的相關：柔石鮰